# ضاحية أريلور

موقع أريلور على خريطة تامل نادو.

ضاحية أريلور (بالتاملية: அரியலூர் மாவட்டம்) هي إحدى ضواحي ولاية تامل نادو الواقعة بجنوب الهند، وعاصمة الضاحية هي مدينة أريلور. ويبلغ عدد سكّان ضاحية أريلور حوالي 752,481 نسمة وفقاً لإحصائية سنة 2011، وهذا يجعلها ثالث أكبر ضاحية من ضواحي تامل نادو من حيث عدد السكان بعد ضاحيتي نلگيري وبيرمبالور.